# Pixel Force: Left 4 Dead
Pixel Force: Left 4 Dead — фанатская независимая компьютерная игра в жанре shoot ’em up, разработанная и бесплатно выпущенная американским игровым дизайнером Эриком Рутом в январе 2010 года. Игра является восьмибитным демейком шутера от первого лица Left 4 Dead, вышедшего в 2008 году. Подобно оригинальной игре, в Pixel Force игроки управляют четырьмя выжившими и отстреливаются от многочисленных волн зомби. Самой сложной частью разработки демейка было воссоздание музыки из-за глубины саундтрека Left 4 Dead.
Перед выходом игры был выпущен трейлер, получившие в основном положительные отзывы от публики. После выхода издатель оригинальной Left 4 Dead Valve назвал идею демейка «весёлой», а Рута похвалили за способность превращения Left 4 Dead в игру в стиле Nintendo Entertainment System. В дальнейшем Эрик выпустил демейки Pixel Force на Halo и DJ Hero.

## Игровой процесс

Игровой процесс Pixel Force: Left 4 Dead

Pixel Force: Left 4 Dead представляет собой shoot ’em up, основанный на шутере от первого лица Left 4 Dead. В Pixel Force представлены все кампании и персонажи из оригинала — Билл, Зои, Луис и Фрэнсис. Каждая кампания разделена на пять частей. Цель игроков — убивать волны зомби, а также «Особых заражённых». Попутно они могут улучшать своё оружие или находить новое. В игре есть мультиплеер на двоих и два уровня сложности.

## Разработка и выход
Pixel Force: Left 4 Dead была разработана независимым американским дизайнером Эриком Рутом. Это была его первая попытка создать восьмибитный ремейк уже существующей игры и с самого начала рассматривал свою любимую Left 4 Dead в качестве варианта. Идея демейка первоначально появилась когда он предложил своему другу переделать шутер в игру для NES, и ему эта идея понравилась. Рут в одиночку занимался разработкой Pixel Force, его друзья были тестировщиками. Во время разработки другой игры Mean Kathleen and the Great Quack Machine, он начал работать над спрайтами героев Left 4 Dead ради забавы. По словам Эрика, самой трудной часть разработки было воссоздание музыки из-за того, что в оригинальной игре использовались «тяжёлые струнные партии, духовые и многое другое». Это затрудняло адаптацию его только к четырём каналам звука, двум прямоугольным волнам, треугольной волне и шумовому каналу, чтобы воспроизвести звуковые ограничения NES. Хоть оригинальная Left 4 Dead поддерживает мультиплеер до четырёх человек, демейк же по техническим причинам поддерживает многопользовательскую игру на двоих. Руту также убрать режимы «Выживший» и «Мутация», а также некоторые виды оружия. 15 ноября 2009 года Рут заявил, что завершил работу над кампанией «Режиссёра» и большинством основных игровых механик. Игра была выпущена 4 января следующего года на Windows.
Left 4 Dead стала первой игрой в серии фанатских демейков Pixel Force — в дальнейшем были выпущены демейки на серии Halo и DJ Hero, а также планировался демейк на Psychonauts.

## Отзывы критиков
Перед релизом был выпущен трейлер, получивший в основном положительные отзывы от критиков. Оуэн Гуд из Kotaku почувствовал, что в трейлере заражённые были слишком «послушными», а сама игра кажется «слишком простой». Тайлер Барбер из GameSpy посчитал проект «милым», но и отметил, что для переделки Left 4 Dead подошла бы игра наподобие Robotron: 2084. Боб Макки из подразделения сайта 1UP.com Retronauts назвал Pixel Force «впечатляющим», отметив, что если первый трейлер его разочаровал, то второй показал амбициозность демейка. Крис Перейра из основного сайта 1UP.com также назвал её «впечатляющей» благодаря тому, что она делалась одним человеком. Редактор Rock, Paper, Shotgun Алек Мейр назвал игру «прекрасной».
После выхода игра получила положительные отзывы от критиков. Компания Valve, издавшая оригинальную Left 4 Dead, назвала идею подобного демейка «весёлой». Джонатан Холмс назвал Pixel Force «довольно забавной», сравнив стиль игры с проектами для NES Fester’s Quest и Ikari Warriors. Его коллега по издательству, Джордан Девор, назвал игру «классным маленьким проектом», хотя отметил, что ему бы хотелось, чтобы зомби двигались быстрее. Джон Фанк из журнала The Escapist назвал Pixel Force хорошим выбором для любителей зомби и ретро-игр. Том Брэмуэлл из Eurogamer отметил «милый» подход к Left 4 Dead. Автор GameSpot Марко Мартинес назвал игру «забавной», а Маршалл Лемон из The Escapist включил её в свой список из восьми лучших демейков, похвалив её за верность оригиналу. Дэйв Радден из GamePro понадеялся, что подобный проект вдохновит авторов на новые демейки, хотя и сказал, что не играл в него. Артём Комолятов из «Игромании» же поставил Pixel Force шесть с половиной баллов из десяти, отметив, что «стрелять белыми точечками по синим кучкам пикселей надоедает довольно быстро, а однообразие игровых ситуаций навевает смертную скуку», а также пожаловался на малое здоровье персонажей, сложность в нахождении аптечек и возвращение к началу уровня после гибели. Тем не менее, редакция журнала в 2014 году включила игру в десятку «крутых димейков». В мае 2022 года Евгений Лысенко из Игры Mail.ru добавил её в список «интересных демейков известных хитов».